# Chicago Board of Trade II
Chicago Board of Trade II é uma foto colorida do artista alemão Andreas Gursky feita em 1999. Ele foi criado seguindo seu processo usual de tirar várias fotos do mesmo assunto e, em seguida, manipular e mesclar os resultados digitalizados por computador. Essa foto teve uma edição de seis cópias, duas das quais estão na Tate Modern, em Londres. Também há gravuras no Kunstmuseum, em Bonn, e no Museum of Contemporary Art, em Chicago.

## Análise
A imagem de grandes dimensões (157,4 por 284 cm) apresenta o piso do Board of Trade, em Chicago, onde um grande número de corretores, de diferentes cores de jaquetas, são vistos em grupos em torno de vários bancos de monitores. A imagem está deliberadamente desfocada. Gursky alcançou a sensação de movimento utilizando a dupla exposição de várias seções da imagem. O padrão geral parece uma reminiscência da pintura expressionista abstrata, em particular de Jackson Pollock.
Uma nova versão da imagem, Chicago, Board of Trade III (1999-2009) seria vendida por U$$ 3 298 755 na Sotheby's, Londres, em 26 de junho de 2013.